# Adolf Lüderitz

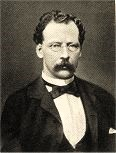
Adolf Lüderitz

Franz Adolf Eduard Lüderitz, född 16 juli 1834 i Bremen, död 30 oktober 1886 genom drunkning i Oranjefloden, Tyska Sydvästafrika, var en tysk köpman och grundare av den tyska kolonin Tyska Sydvästafrika.
Lüderitz blev 1878 disponent för en stor tobaksfirma i Bremen och anlade 1883 en handelsstation (kallad Fort Vogelsang) vid viken Angra Pequena under 26° 21' sydlig bredd. Han förvärvade den 25 augusti 1883 genom köp äganderätten till ett område i Stora Namaland, norr om nedre Oranjefloden och ställde det den 7 augusti 1884 under Tyska rikets beskydd. Detta område, kallat Lüderitzland, kom att utgöra den sydligaste delen av Tyska Sydvästafrika. Staden Lüderitz i dagens Namibia har fått sitt namn efter honom.